# مدرسة ميكانيكا ضباط الصف البحريين في الأرجنتين
مدرسة الميكانيكا البحرية (باللغة الإسبانية Escuela de Mecánica de la Armada، ويُشار اليها عادة بالاختصار ESMA لـ Escuela Superior de Mecánica de la Armada) منشأة تعليمية تابعة للبحرية الأرجنتينية. وكانت هذه المنشأة تُستخدم كمركز اعتقال سري وغير قانوي خلال ما عُرف باسم عملية إعادة التنظيم الوطني (الحرب القذرة) في الأرجنتين في ظل الديكتاتورية العسكرية من عام 1976 إلى عام 1983.
وكانت المدرسة في الأساس عبارة عن مجمع موجود في شارع ليبرتادور رقم 8151 بمدينة بوينس أيرس المستقلة ذاتيًا، وتحديدًا في ضاحية نونيز. وكانت هذه المدرسة هي مقر وحدة المهمة ESMA3.3.2 - Unidad de Tareas 3.3.2، والتي تُعرف أيضًا باسم GT332، والتي شهدت الآف من حالات الاختفاء القسري والتعذيب والإعدام غير القانوني. كذلك كان الجيش يستولي على أبناء السجينات هناك ويقوم بطمس هوياتهم الحقيقية ويسمح لأسر أفراد الجيش والمقربين من النظام أن يقوموا بتبني هؤلاء الأطفال بشكل غير قانوني. وكانت مدرسة الميكانيكا البحرية هي مركز الاعتقال الأكبر من نوعه خلال فترة الحرب القذرة.
وقد أصدر المؤتمر الوطني الأرجنتيني قانونًا في الخامس من أغسطس عام 2004 يقضي بتحويل مجمع مدرسة الميكانيكا البحرية إلى متحف أو مساحة للتذكر وتعزيز حقوق الإنسان والدفاع عنها (Espacio para la Memoria y para la Promoción y Defensa de los Derechos Humanos).
وتم نقل المهام المشروعة للمدرسة إلى ما أُعيد تسميته باسم Escuela de suboficiales de la Armada (بالعربية: مدرسة ضباط الصف البحريين) في قاعدة بورتو بلغرانو البحرية التي تبعد 28&nbsp;كم عن مدينة باهيا بلانكا.

## انتهاكات حقوق الإنسان
شهدت مدرسة الميكانيكا البحرية اختطاف نحو 5000 شخص واحتجازهم. ولم ينج من هؤلاء المعتقلين سوى 150 شخصًا فقط؛ أما بقية المعتقلين فقد قُتلوا أثناء عمليات التعذيب التي كانت تتم خلال استجوابهم أو بعدها. وعندما كان يتم الإعلان عن «نقل» السجناء، كما لو كانوا سيُنقلون إلى سجون أخرى، كان المعتقلون يدركون حينها أنهم في طريقهم للإعدام. وكان يتم اصطحاب السجناء إلى القبو حيث يتم تخديرهم وقتلهم: أحيانًا رميًا بالرصاص أو عن طريق رحلات الموت: حيث كان يتم نقل السجناء على متن طائرات عادية أو هليكوبتر تحلق بهم فوق المحيط الأطلنطي أو نهر ريو دي لا بلاتا ثم يتم إلقاؤهم في الماء. وفي كثير من الأحيان، يكون الضحايا محتفظين بوعيهم في تلك اللحظات، وذلك على الرغم من تخديرهم. وفي أواخر عام 1977، جرفت الأمواج جثث عدد كبير من الضحايا إلى الشواطئ التي تقع على بعد مئات الكيلومترات من جنوب بينوس أيرس، وارتبطت هذه الجثث «بالمفقودين».

## الوظائف والسلطات

### المشروعة

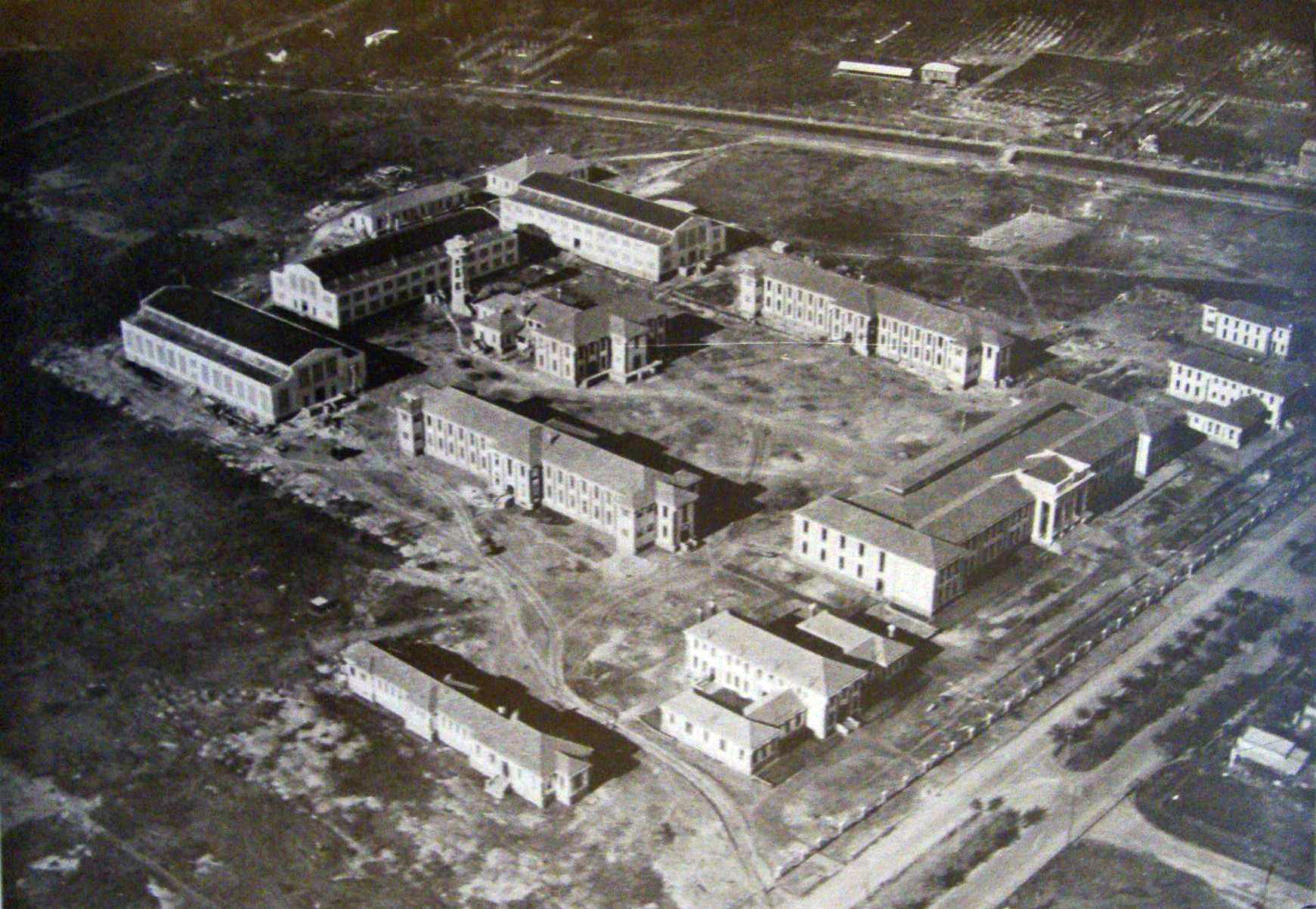
المبنى قيد الإنشاء في عام 1928.

تأسست المدرسة عام 1924، على الأرض التي كانت بلدية بينوس أيرس قد منحتها لوزارة البحرية الأرجنتينية بمرسوم صدر في هذا العام
أثناء فترة رئاسة مارسيلو توركاتو دي ألفير.
وبموجب أحكام هذا المرسوم،
تعود ملكية الأرض للمدينة إذا توقفت عن كونها منشأة تعليمية عسكرية. وقد تم بناء مدرسة الميكانيكا البحرية ومدرسة الحرب البحرية ومطعم للضباط على هذه الأرض.
وفي الثاني عشر من أكتوبر عام 1928، تم افتتاح المجمع الحالي، والذي صممه المهندس المعماري راؤول جي ألفاريز، في شارع بلاندينجس (الذي يُعرف الآن باسم شارع ليبرتادور) بين أرويو ميدرانو وامتداد شارع ديهزا. وفي كل عام، كان يتقدم نحو عشرة الآف شاب للالتحاق بالمدرسة كطلاب منتظمين، وتُقبل أوراق نصف هذا العدد تقريبًا ويحصلون على منح دراسية في تخصصات مثل الإلكترونيات وعلم الطيران والإدارة والهندسة البحرية (mecánico naval) وتشغيل الإذاعة والأرصاد الجوية وعلم المحيطات وغير ذلك. وكان الطلاب يقيمون في هذا المجمع من يوم الإثنين وحتى يوم الجمعة، ويدرسون من ثماني إلى عشر ساعات يوميًا. وكان الطالب يحصل على درجته بعد إتمام ثلاث سنوات من الدراسة، وبعد حصوله على درجة فني، يكون للطالب الخيار إما الاستمرار في الجيش أو بدء عمل جديد في مكان آخر.
يقود المدخل الرئيسي إلى الجناح المركزي الذي توجد به مكاتب السلطات. وهناك أيضًا فناء مُغطى كان يُستخدم لعرض الأفلام على مجموعة الطلاب. وعلى يسار المبنى يوجد مساكن ضباط الصف، ويوجد بجوارها ولكن منفصلة عنها مساكن الضباط، والتي كانت مركزًا للاعتقالات السرية خلال الديكتاتورية العسكرية التي حكمت منذ عام 1976 إلى عام 1983. وعلى يمين الجناح المركزي، كان يوجد نقطة التفتيش ومبنى الحراسة العسكرية ومدرسة الحرب البحرية (Escuela de Guerra Naval).
وفي الجزء الخلفي، كانت توجد عنابر النوم
وطريق أفينيدا لوجونز والملعب الرياضي
الخاص بالمدرسة. وعلى محيط المدرسة،
كانت تنتشر نقاط التفتيش، والتي كان يتولاها الطلاب
بأنفسهم بالتناوب،
بحيث يكون كل طالب مسؤولاً عن النقطة لمدة أسبوع واحد على الأقل كل عام.
في عام 1982، تم تجنيد العديد من طلاب السنة النهائية في مدرسة الميكانيكا البحرية للمشاركة في حرب الفوكلاند، وتوفي بعضهم نتيجة غرق بلغرانو أو سفينة سوبرال التابعة للبحرية الأرجنتينية.
وفي عام 1998، أمر الرئيس كارلوس منعم
بنقل المدرسة إلى قاعدة بورتو بلغرانو.

### مركز الاعتقال غير القانوني
استُخدمت مدرسة الميكانيكا البحرية كمركز اعتقال منذ بداية الحكم الديكتاتوري عام 1976: في الرابع والعشرين من مارس وهو اليوم الذي جرى فيه الانقلاب العسكري، قامت القوات المسلحة باختطاف عدد كبير من الأفراد واقتادتهم إلى هناك.
وكانت وحدة المهام رقم 3.2.2 تحت قيادة العميد روبين جاسينتو تشامورو والقبطان كارلوس أكوستا أمبوني. وكان من بين الضباط الذين اشتُهروا بممارسة التعذيب خورخي إدواردو أكوستا وألفريدو أستيز وريكاردو ميغيل كافالو وأدولفو سلينجو. واشتُهر أستيز بلقب «ملاك الموت الأشقر». وكان القس المسؤول عن المدينة خلال عام 1977 هو الأب ألبرتو أنخيل زانشتا. وكان مسؤولاً عن مدينة بيونس أيرس بأسرها والجزء الشمالي من المنطقة الحضرية (جران بيونس أيرس). وكان ضباط المدرسة يتلقون أوامر صارمة بعدم الكشف عن هوياتهم أو انتماءاتهم العسكرية عند إلقاء القبض على السجناء.
وكانت المجموعة في النهاية (في الفترة بين 1976 و1978) تتحرك بأوامر رئيس الاركان البحرية إميليو إدواردو ماسيرا. وبحسب ما أفادت به التقارير، كان ماسيرا حاضرًا وقت إنشاء الوحدة، وألقي خطبة افتتاحية أمام الضباط، وشارك شخصيًا في أولى عمليات الاعتقالات غير القانونية.

## التخطيط
تم الحفاظ على التخطيط الداخلي لمدرسة الميكانيكا البحرية على حاله جزئيًا، وأُعيد بناء الجزء الأخر وفقًا لشهادات الناجين. وكانت وحدة المهام رقم 3.3.2 تحتل مطعم الضباط، الذي كان يتألف من ثلاث طوابق بالإضافة إلى القبو وغرفة علوية كبيرة.
وكان يتم احتجاز المعتقلين في القبو والطابق الثالث والغرفة العلوية. وكان القبو مخصصًا لاستقبال المعتقلين الجدد الذين كانوا يُحتجزون فيه لاستجوابهم تحت التعذيب. وكان يضم مستوصفًا ومعملاً للتصوير الفوتوغرافي. وتم تعديل تخطيط المدرسة في أكتوبر من عام 1977 وعُدِّل مرة أخرى في ديسمبر من العام التالي، وذلك استعدادًا للزيارة المرتقبة حينها من لجنة البلدان الأمريكية لحقوق الإنسان التابعة لمنظمة الدول الأمريكية.
وكان الطابق الأرضي يعرف باسم دورادو، ويستضيف منطقة الاستخبارات والتخطيط وحجرة الطعام الخاصة بالضباط وغرفة المؤتمرات وغرفة الاجتماعات. أما الطابق الأول والثاني، فكانا يضمان غرف الضباط، والتي لا يمكن للسجناء الدخول إليها.
أما المنطقة التي عُرفت باسم كابوتا (وتعني حرفيًا «الغطاء») فكانت تشغل الجانب الأيمن من الغرفة العلوية. وكانت على شكل الحرف الإنجليزي L، وكانت تضم عددًا من الزنازين الضيقة (التي أُطلق عليها اسم camarotes أي «كبائن»)، وكانت تُضاء بواسطة نوافذ بابية صغيرة وتحتوي كل كابينة على مرتبة ينام عليها السجين.
أما البانول الموجود على الجانب الأيسر من الغرفة العلوية، فكان يُمثل المخزن الذي يتم فيه الاحتفاظ بالسلع المأخوذة من منازل المعتقلين (مثل الأثاث والأدوات والملابس، وما إلى ذلك). وقرب نهاية عام 1977، تم تخصيص جزء من البانول وإضافته إلى لابيسيرا.
وكان اسم لابيسيرا يُطلق على المنطقة التي تضم مجموعة من المكاتب الصغيرة وأرشيف الصحف والمكتبة، وتتم مراقبة المكان بكاميرات المراقبة ذات الدوائر التلفزيونية المغلقة. وكان بعض السجناء يقضون جزءًا من اليوم هناك.
أما منطقة كابوتشيتا فكانت عبارة عن غرفة علوية ثانية مخصصة للسجناء، وهي مشابهة لمنطقة كابوتا، غير أن أوضاعها المعيشية كانت أسوأ. وكانت تضم غرفتيّ تعذيب. وكانت تُؤجر إلى جهاز الاستخبارات البحرية والجيش والقوات الجوية، حيث كانوا يقومون بوضع سجنائهم فيها وتعذيبهم بعيدًا عن السجناء الآخرين. وكانت وحدة المهام تستخدمها أيضًا عندما تمتلئ الكابوتا عن آخرها.

## وصلات خارجية
- Video Report: 'The Prison and Torture Center ESMA: The Trial Begins
- Espacio para la memoria (Spanish)
- Megacausa ESMA streaming نسخة محفوظة 5 مارس 2016 على موقع واي باك مشين.